# Zasada najmniejszego uprzywilejowania
Zasada najmniejszego uprzywilejowania (także zasada minimalnego uprzywilejowania lub najmniejsze uprzywilejowanie) – zasada wymagająca, aby na danym poziomie abstrakcji każdy element systemu informatycznego (zależnie od poziomu może to być moduł, proces, użytkownik, program itp.) miał dostęp tylko do tych informacji i zasobów, które są niezbędne do spełnienia wyznaczonego mu celu lub zadania. Podobna zasada w odniesieniu do pojedynczych osób oraz większych jednostek obowiązuje także w wojsku oraz służbach specjalnych.